# میرزا جواد ناطق
میرزا جواد ناصح زاده مشهور به ناطق از آزادی خواهان تبریز بود. پس از آن که فرمان مشروطیت در ۱۴ مرداد ۱۲۸۵ توسط مظفرالدین شاه صادر گردید هنوز رعایت و اجرای آن در تبریز مورد حمایت محمد علی میرزا ولیعهد قرار نگرفته و پیوسته فشار بر آزادی خواهان ادامه داشت.
در اواخر شهریور عده‌ای از آزادی خواهان از جمله میرزا جواد، میرزا حسین واعظ و آقا میر هاشم به عنوان اعتراض به وضع موجود جهت تحصن در کنسولگری بریتانیا اقدام کردند ابتدا در مسجد صمصام جمع شده و با بستن بازار جمعیت زیادی گرد آمد و میرزا جواد به تندی با فرستاده محمد علی میرزا که وعده ارزانی نان را می‌داد صحبت کرده و مردم را به تحصن دعوت نمود.
سخنرانی‌های مهیج میرزا جواد باعث شد که لقب ناطق به وی داده شود. این سخنرانی‌ها و کمک مالی بازاریان بخصوص حاج مهدی کوزه کنانی در تغییر رأی ولیعهد تأثیرگذار بود. پس از این پیروزی مقدمات تشکیل انجمن ایالتی فراهم گردید.
بعد از پیروزی مشروطه طلبان وی لباس روحانی را کنار گذاشت و گفته بود: "مملکت تغییر یافته و دوره سستی گذشته، باید کار کرد و نان خورد"
ناصح زاده مدتی ریاست وکلای دادگستری تبریز و مدیریت مجله ادبی "ماهتاب" ارگان انجمن ادبی تبریز را عهده‌دار بود. او در سال ۱۳۲۲ در تهران درگذشت.
جواد ناطق پدر ناصح ناطق و پدربزرگ هما ناطق، مورخ معاصر و متخصص در دورۀ قاجار و مشروطه، است.